# 진희군 (안후이성)
진희군(晉熙郡)은 동진때 설치되었다가 수나라때 폐지된 중국의 옛 군으로 지금의 안칭시 일대를 통치했다.

## 연혁
안제시기 여강군의 남부지역에 거주했던 남만을 효과적으로 통치하기 위해 진희군이 설치되었다. 448년(유송 문제 원가 25년), 태호현과 여정현에서 예주만이 거병하자 2개현이 진희군에 내속되었다. 451년(유송 문제 원가 28년), 서양군의 남만이 남천현령 유대와 그 일가족을 살해한 이래, 사마흑석의 지휘아래 남만이 서양군, 신채군, 양군, 초군등 예주전역에서 반란을 일으켰다. 477년(유송 순제 승명 원년), 진희만 매식생(梅式生)이 거병, 진희태수 염담지(閻湛之)와 진안왕 유자훈(劉子勛)의 전첨(典籤) 심광조(沈光祖)를 살해했다. 유송대에는5현 1,521호 7,497명을 거느렸다.
| 현명     | 한자     | 대략적 위치                       | 직위           | 비고 |
| -------- | -------- | --------------------------------- | -------------- | --- |
| 회녕현   | 懷寧縣   | 안칭시 첸산시                     | 현령(縣令)     | 405년(동진 안제 의희 원년) 설치되었다. 수나라의 통일직후 진희군이 폐지되고 새로이 설치된 동안군의 속현이 되었다. |
| 신야현   | 新冶縣   | 안칭시 왕장현                     | 현령(縣令)     | 405년(동진 안제 의희 원년) 설치되었다. |
| 음안현   | 陰安縣   | 안칭시 이슈구 나령진(羅嶺鎭) 동북 | 현령(縣令)     | 위군의 현이었지만 영가의 난이후 이 지역으로 교치되었다. |
| 남누번현 | 南樓煩縣 | 미상                              | 현령(縣令)     | 안문군의 현이었지만 309년폐지되었고 이 곳에 교치되었다. |
| 태호현   | 太湖縣   | 안칭시 타이후현 약간 서남         | 좌현장(長縣長) | 448년, 예주만이 태호현과 여정현에서 거병하자 진희군에 내속되었다. 후에 통폐합되었다가 466년(유송 명제 태시 2년) 복구되었다. 수나라의 통일직후 진희현(晉熙縣)으로 불렸다가 598년(수 문제 개황 18년), 원래이름으로 돌아왔다. |